# クリスチャン・ラビエル
- クリスチャン・ラヴィエル
- クリスチャン・ラビーユ
- クリスチャン・ラヴィエイユ

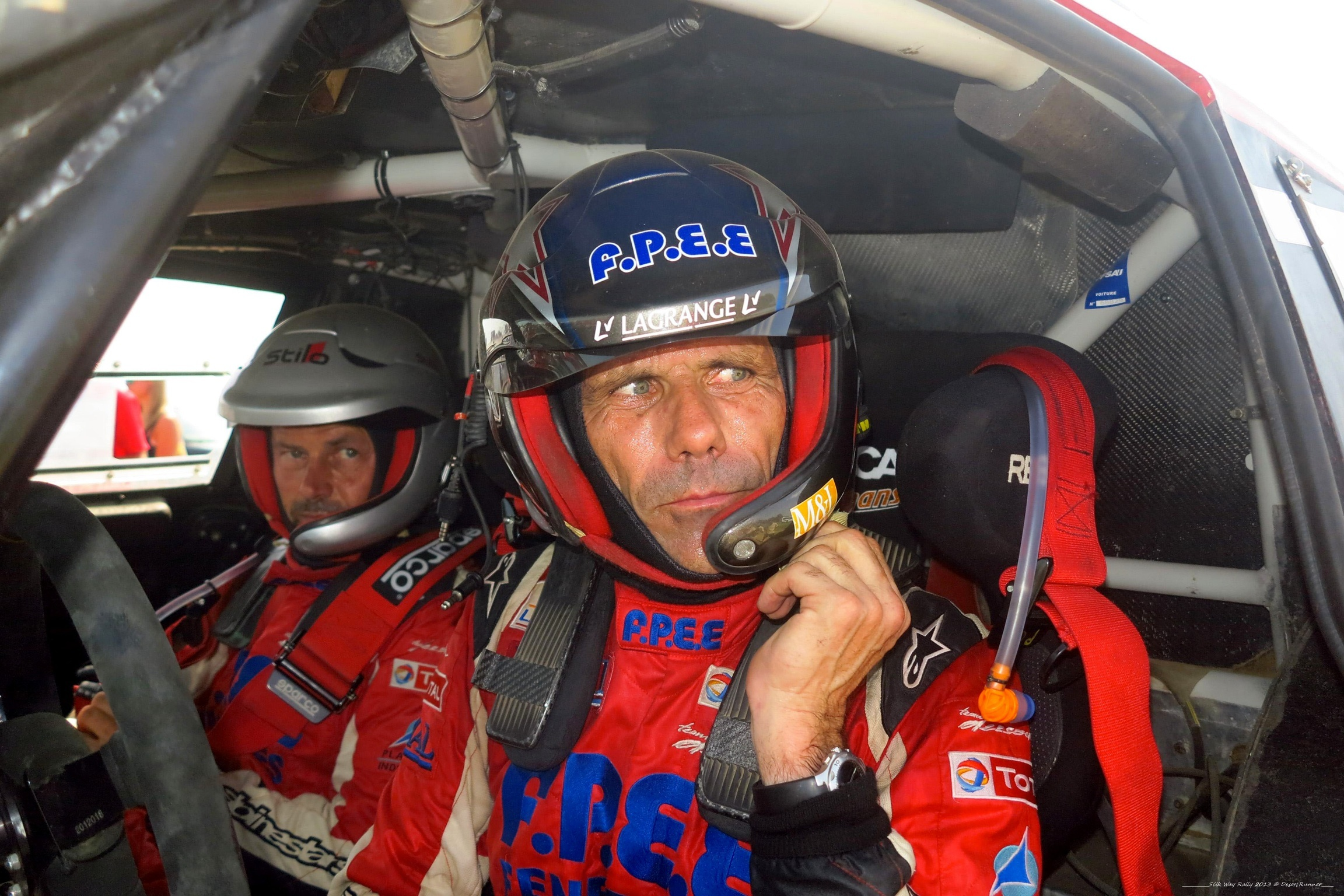
2013年シルクウェイ・ラリーにて（右）

クリスチャン・ラビエル（Christian Lavieille、1965年12月16日 - ）はフランスのレーシングドライバー・元レーシングライダー。

## 経歴

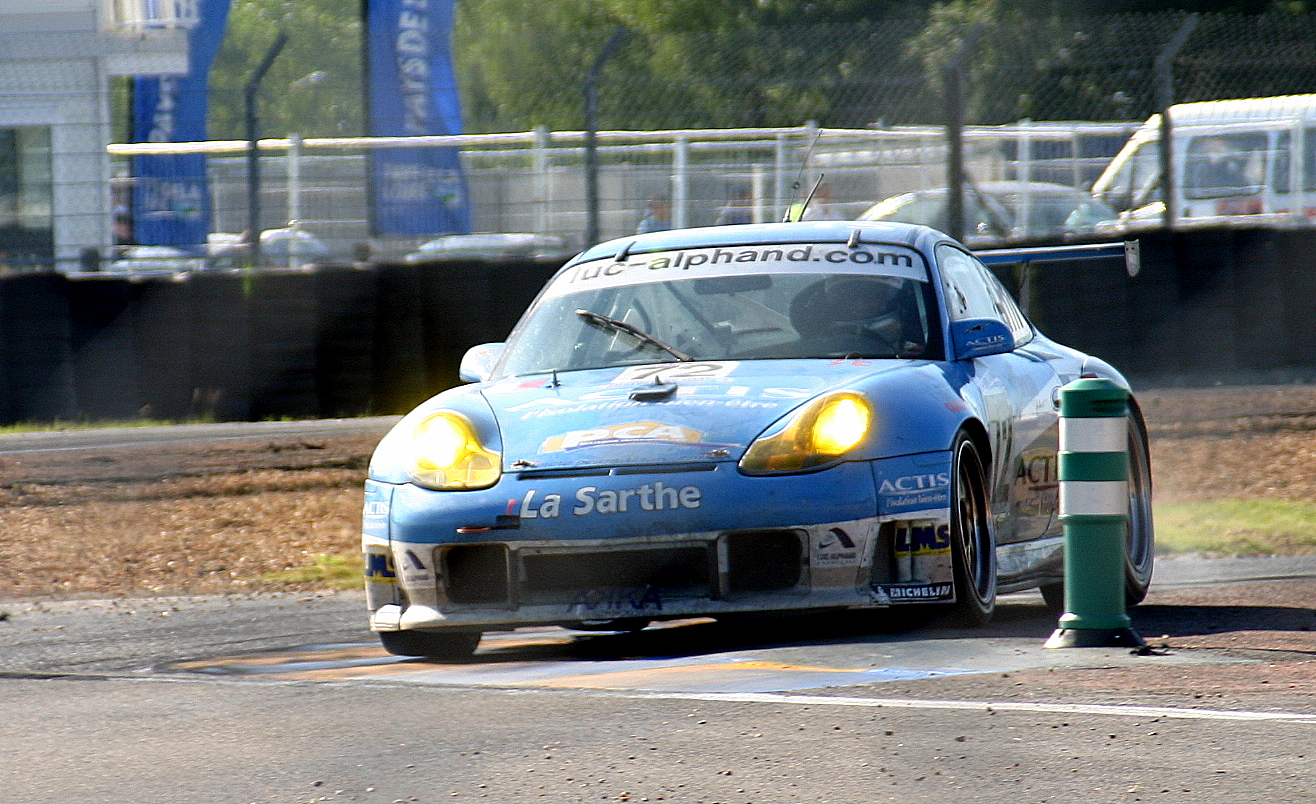
2004年ル・マン24時間にてポルシェ・911をドライブ

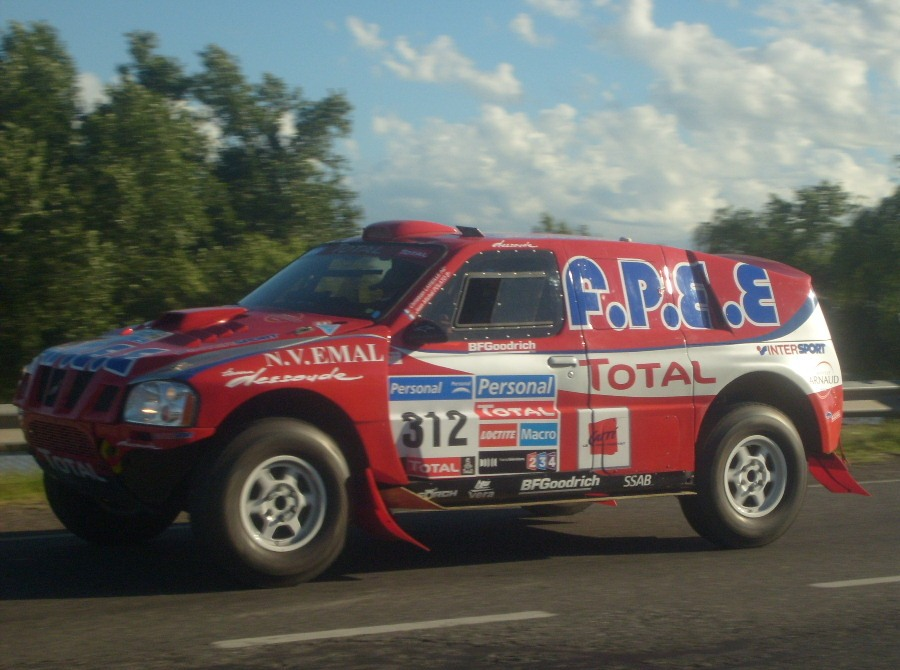
2011年ダカールにて日産プロトをドライブ

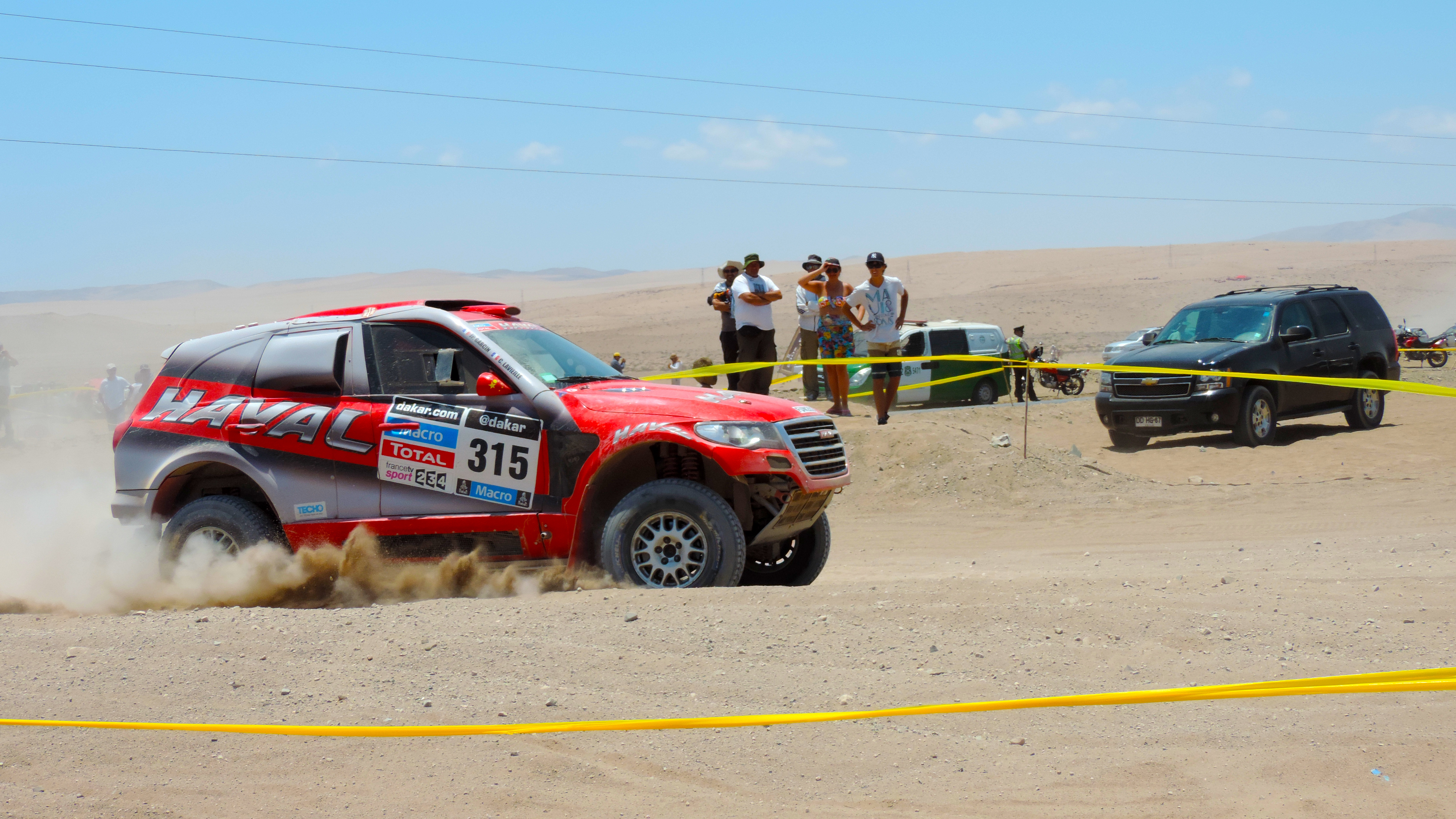
2014年ダカールにてハヴァルをドライブ

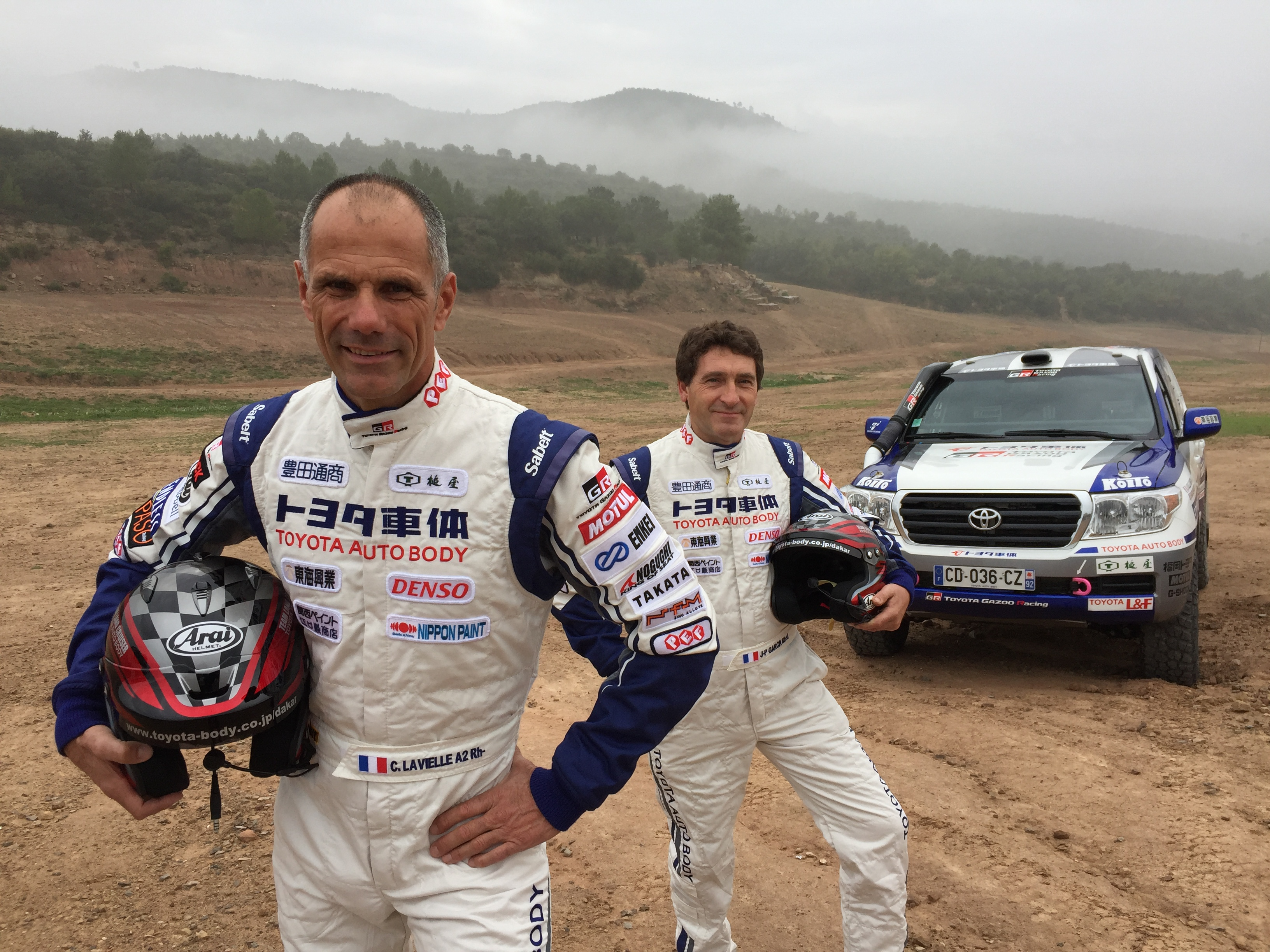
2017年TLCに所属

1987年に二輪ライダーとして競技デビュー。スズキ・フランス（Suzuki Endurance Racing Team, "SERT"）で耐久ロードレースに参戦、ボルドール24時間耐久ロードレースで1996、1999、2001年の3度総合優勝を果たし、FIM世界耐久選手権でも1998年と2001年の2度王座を獲得した。また1991年スパ24時間では優勝、同年ボルドール2位、1994と1999年は世界選手権2位にもなっている。
2000年から四輪でもレースを開始。以降アンドロス・トロフィー、スーパーツーリズム、ラリーレイド、耐久レースなど幅広い活動を行う。2000年のアンドロス・トロフィーでは2勝、2001年に4勝を挙げた。
元スキーヤーで後にダカール勝者となるリュック・アルファンのチームから2002・2004年のル・マン24時間にポルシェのGTマシンで参戦し、それぞれクラス5位で完走を果たした。
2003年にダカール・ラリーにデビューした。2004年からフランス日産と提携するチーム・ドスードから日産車（パトロール、パスファインダー、ナバラ、ジュークなど）の量産車や、それのボディをまとったプロトタイプ車両やバギーカーをドライブし、チームのエースとして活躍した。2006年にチュニジア、トランス・シベリア、ファラオの各イベントで市販車クラスで優勝し、クロスカントリーラリー・ワールドカップの市販車クラスでチャンピオンとなった。
2014年にフランスのコンストラクターであるSMG (レーシングチーム)に移籍し、元三菱自動車ワークスドライバーのカルロス・スーザとともに中国の自動車メーカーハヴァルをドライブした。ナビはSMGに長年所属していたジャン＝ピエール・ギャルサンが就いた。2014年のチャイナ・グランド・ラリーでは総合優勝を果たした。
2015年はオーバードライブ・レーシングのグループT1車両であるトヨタ・ハイラックスをドライブし、自身最高位となる総合6位で終えた。しかし2016年はオーバードライブとの契約がまとまらず、ルノー・スポールが運用するダチア・ダスターでジャン＝ミッシェル・ポラトをナビとして参戦した（総合19位完走）。
2017～2020年はSMGが提携するトヨタ車体のチームランドクルーザーをギャルサンと共にドライブ。4年で3勝を挙げ、チームの市販車クラス連覇に貢献した（2018年のみリタイア。この時三浦昂が優勝した）。
中国の新疆ウイグル自治区で開催されるタクラマカン・ラリーでは2017年と2019年に北京汽車をドライブし総合優勝を挙げている。
2021年にギャルサンとともにMDラリースポーツへと移籍し、V型8気筒エンジンで二輪駆動のオプティマス・バギーをドライブ。同年に総合11位となった。2022年はギャルサンと別れ、フランス人でWRC2の経験を持つヴァレンティン・サローとのコンビを始めた。その後のギャルサンは2022年はオーバードライブ・レーシングのライオネル・ボー、2023年はBAIC ORV（北京汽車）の張国宇と相棒を変えた。
2023年大会が、20回目のダカール出場となった。
趣味はスキーやドライブ。